# Nationella Evangeliska Förbundet
'Nationella Evangeliska Förbundet var ett tidigare nederländskt parti, bildat och uppburet av medlemmar av Reformerta kyrkor i Nederländerna (befriade). Partiet bildades 1966 av två framträdande medlemmar av Antirevolutionära partiet, J P A Mekkes och P Siebesma.
Den 15 mars 1975 gick man samman med några andra värdekonservativa grupper och bildade partiet
Reformerta Politiska Federationen.